# (38087) 1999 JN
1999 JN (asteroide 38087) é um asteroide da cintura principal. Possui uma excentricidade de 0.10091090 e uma inclinação de 2.66164º.
Este asteroide foi descoberto no dia 6 de maio de 1999 por Tetsuo Kagawa em Gekko.